# باري كوتس
باري كوتس هو سياسي نيوزيلندي، ولد في 18 أكتوبر 1956 في أوكلاند في نيوزيلندا. نشط حزبياً في حزب الخضر في أوتياروا. وقد انتخب عضو مجلس النواب النيوزيلندي ‏ لترشحه ضمن قائمة حزب الخضر في أوتياروا، خلال فترته النيابية ‏ (7 أكتوبر 2016 – ).